# فن آرت

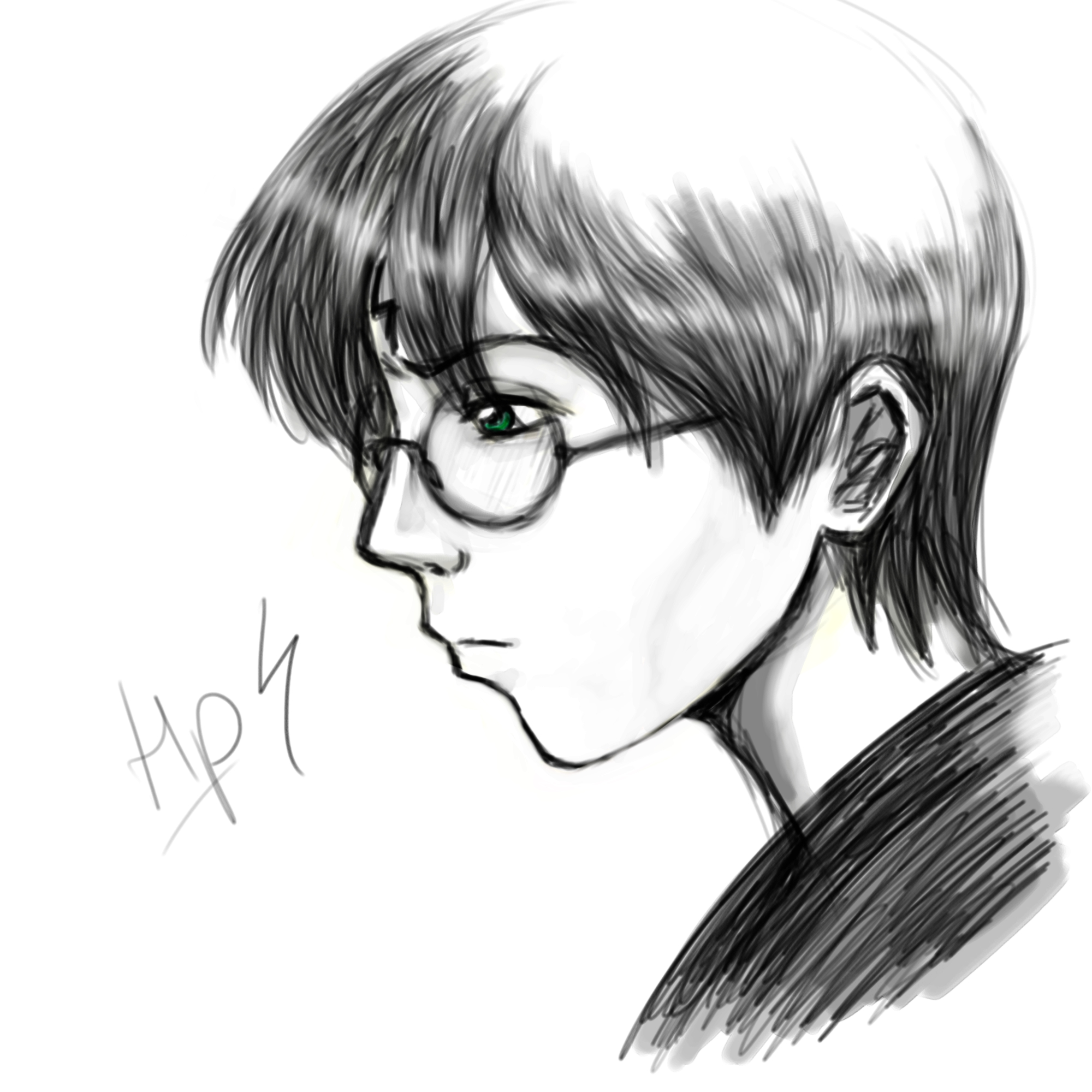
تصویر یک طرفدار از هری پاتر

فن آرت یا فن‌آرت (انگلیسی: fanart, Fan art)  اثر هنری‌ای است که توسط هواداران یک اثر از ادبیات داستانی و برگرفته از یک سری شخصیت یا جنبهٔ دیگری از آن اثر خلق شده‌است.